# Monocoupe 90
Monocoupe 90 là một loại máy bay hạng nhẹ 2 chỗ, do Donald A. Luscombe chế tạo cho Central States Aare Inc..

## Biến thể

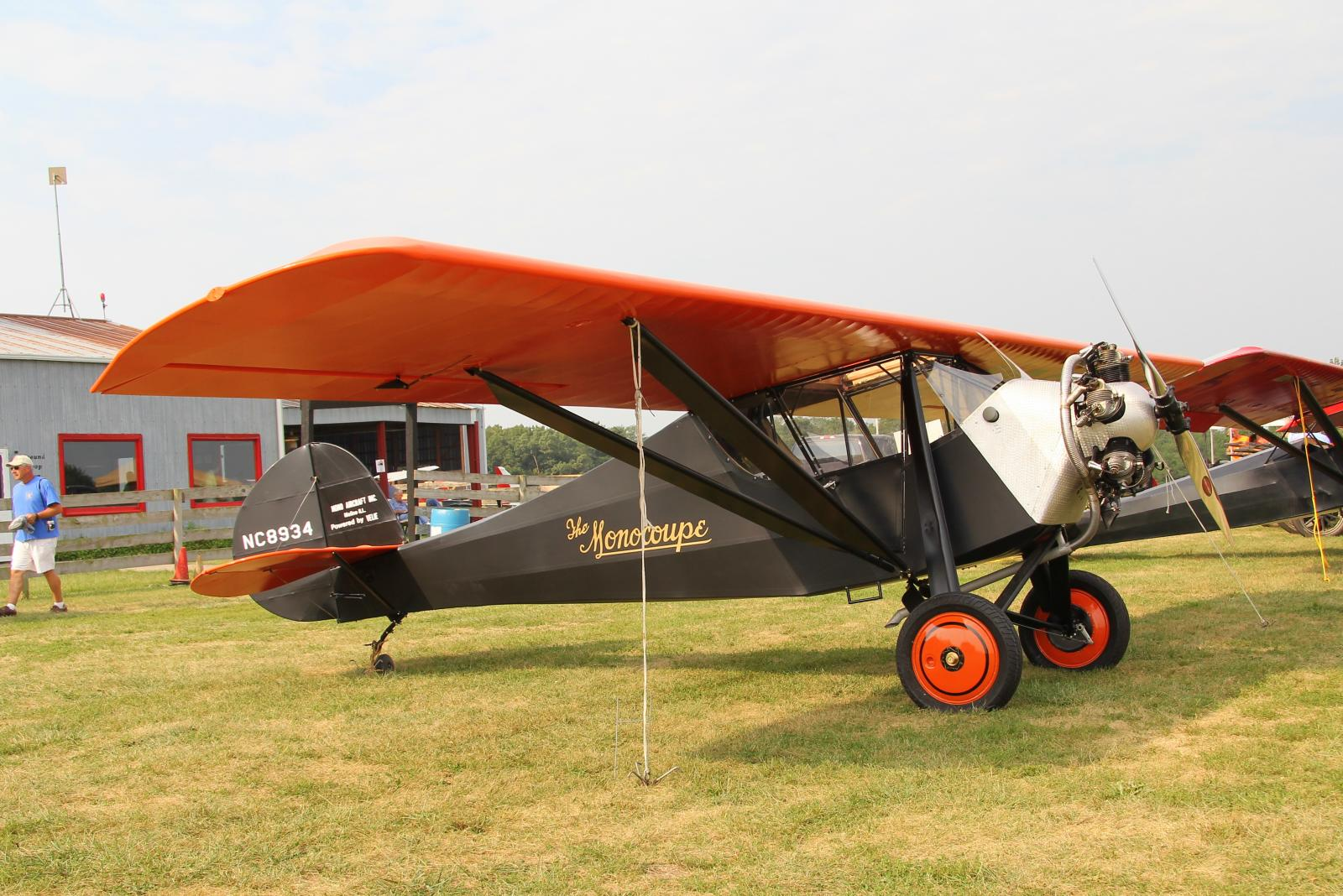
Monocoupe 113

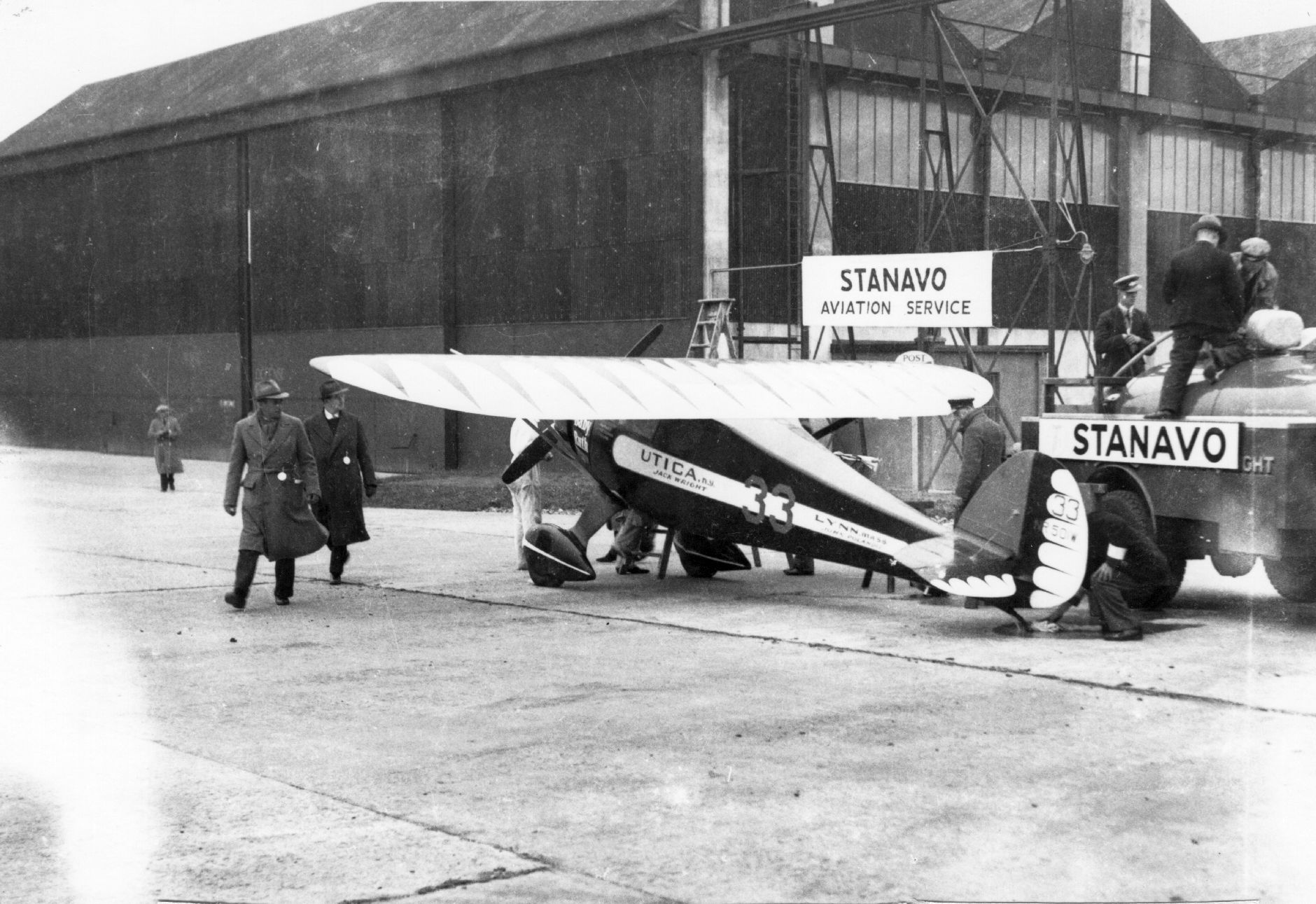
Monocoupe D-145

Monocoupe Model 5
Monocoupe Model 22
Monocoupe Model 70
Monocoupe Model 113
Monocoupe Monoprep
Mnocoupe Monosport Model 1
Monocoupe Monosport Model 2
Monocoupe Model 90
Monocoupe Model 90A
Monocoupe 90 DeLuxe
Monocoupe Model 90AF
Monocoupe Model 90AL
Monocoupe Model 90AW
Monocoupe Model 110
Monocoupe Model 110 Special
Monocoupe Model 125
Universal L-7
Monocoupe D-145

## Quốc gia sử dụng
Spain
- Không quân Cộng hòa Tây Ban Nha - Monocoupe 90 A

 France
- Lực lượng Pháp tự do, sau là Armée de l'Air - Monocoupe 90 AF

## Tính năng kỹ chiến thuật (Model 90)
Đặc điểm tổng quát
- Kíp lái: 1
- Sức chứa: 1 hành khách
- Chiều dài: 20 ft 10 in (6,35 m)
- Sải cánh: 32 ft 0 in (9,76 m)
- Chiều cao: 6 ft 11 in (2,11 m)
- Trọng lượng rỗng: 973 lb (441 kg)
- Trọng lượng có tải: 1.490 lb (676 kg)
- Động cơ: 1 × Lambert R-266, 90 hp (67 kW)

 Hiệu suất bay 
- Vận tốc cực đại: 100 knot (115 mph, 185 km/h)
- Tầm bay: 470 nm (540 dặm, 869 km)
- Trần bay: 15.000 ft (4.573 m)
- Công suất/trọng lượng: 0,06 hp/lb (0,10 kW/kg)